# Leipzigse voetbalbond
De Leipzigse voetbalbond (Duits: Verband Leipziger Ballspiel-Vereine) was een regionale voetbalbond uit de Saksische stad Leipzig.

## Geschiedenis
De bond werd op 7 juli 1896 opgericht in het Rosental Kasino. De stichtende leden waren Leipziger BC 1893, FC Wacker 1895 Leipzig, VfB Sportbrüder 1893 en de voetbalafdeling van een studentenclub. In 1897 trad ook nog FC Lipsia 1893 Leipzig toe, de oudste club van Saksen.
Leipziger BC won de eerste drie kampioenschappen. In 1899 sloot ook FC Olympia Leipzig zich bij de bond aan. Tot 1901 organiseerde de club stadskampioenschappen, vanaf dan kwam er de competitie van Noordwest-Saksen, waar ook clubs uit Mittweida en Halle aan deelnamen. 
Op 6 juni 1905 werd de bond opgeheven en ging op in de Midden-Duitse voetbalbond.

## Seizoenen

### 1896-1897
- Leipziger BC 1893
- FC Wacker 1895 Leipzig
- VfB 1896 Leipzig
- FC Lipsia 1893 Leipzig

### 1897-1898
- Leipziger BC 1893
- FC Lipsia 1893 Leipzig
- FC Wacker 1895 Leipzig
- VfB 1896 Leipzig

### 1898-1899
- Leipziger BC 1893
- FC Lipsia 1893 Leipzig
- FC Wacker 1895 Leipzig
- VfB Sportbrüder 1893 Leipzig

### 1899-1900
- FC Wacker 1895 Leipzig
- FC Lipsia 1893 Leipzig
- Leipziger BC 1893
- VfB Sportbrüder 1893 Leipzig

### 1900-1901
- FC Wacker 1895 Leipzig
- FC Lipsia 1893 Leipzig
- Leipziger BC 1893
- VfB  Leipzig 1893